# Pedro Damián Álvarez
Pedro Damián Álvarez Alvarado (* 23. Februar 1949 in Guadalajara, Jalisco) ist ein ehemaliger mexikanischer Fußballspieler auf der Position eines Stürmers. 

## Leben

### Vereinsstationen
Seinen ersten Profivertrag erhielt Álvarez 1967 beim CF Monterrey. Ein Jahr später wechselte er zu den Jabatos de Nuevo León, mit denen er am Ende der Saison 1968/69 in die zweite Liga abstieg. Um weiterhin erstklassig spielen zu können, wechselte Álvarez daraufhin zum CD Veracruz, bei dem er die nächsten vier Jahre verbrachte. 
1973 kehrte Álvarez zum CF Monterrey zurück und zwei Jahre später wechselte er zum CD Guadalajara, seine mit fünfjähriger Vereinszugehörigkeit längste Station. 1980 folgte sein letzter Wechsel zum Club León, in dessen Reihen er seine Profilaufbahn beendete.

### Nationalmannschaft
Seinen ersten Länderspieleinsatz für die mexikanische Fußballnationalmannschaft absolvierte Álvarez am 30. September 1970 in einem Freundschaftsspiel gegen Brasilien, das im Maracanã von Rio de Janeiro ausgetragen wurde und 1:2 verloren wurde. Sein erster Länderspieltreffer gelang ihm allerdings erst am 17. August 1975 bei seinem 14. Länderspieleinsatz, als er das 2:0 beim 7:0-Sieg gegen Costa Rica erzielte. Auch bei seinem nächsten Länderspieleinsatz gegen Ungarn (4:1) gelang ihm ebenso ein Treffer wie bei seinem letzten Länderspieleinsatz am 15. Oktober 1976 im Rahmen der Qualifikation zur Fußball-Weltmeisterschaft 1978, als er das 2:0 zum 3:0-Sieg gegen die Vereinigten Staaten beisteuerte.